# Городской театр (Таллин)
Таллинский городской театр (эст. Tallinna Linnateater), в советское время Государственный молодёжный театр Эстонской ССР — театр в Таллине, столице Эстонии. Располагается в историческом здании в центре Старого города Таллина, внесённого в Государственный регистр памятников культуры Эстонии как памятник архитектуры, по адресу улица Лай 23. .

## История
Здание театра впервые упоминается в 1467 году. Театр был основан в 1965 году по инициативе режиссёра Вольдемара Пансо (1920—1977), возглавлявшего театр с 1965 по 1970 год.
Первоначально не имел собственного здания и существовал при Доме культуры профсоюзов на улице Салме, д. 12.
В 1975 году получил д. 23 постройки XV века на улице Лай, после завершения его реставрации. Здесь устроили зрительный зал на 120 мест, служебные и вспомогательные помещения. Средневековые интерьеры вестибюля, кафе в древнем подвале и зала на втором этаже создавали особую атмосферу театра. 
В 1988 году, после долгого согласования, проект расширения театра вглубь квартала за существующие помещения с полным сохранением и реставрацией старых домов и сносом средневекового амбара был утверждён. За два года польские подрядчики выполнили большой объём подготовительных работ по сооружению фундамента и инженерных коммуникаций будущего большого зала, но потом строительство было заморожено. В настоящее время на этих площадях устроена летняя площадка театра, ставшая традиционным местом для летних постановок.
В 1992 году Молодёжный театр переименовали в Городской театр.
В разные годы в театре служили такие известные артисты, как Андрес Отс, Рудольф Аллаберт, Вийви Диксон, Лууле Комиссаров, Энн Краам, Уно Варк, Микк Микивер, Тыну Микивер, Лийна Орлова-Хермакюла, Линда Руммо, Антс Эскола, Юри Ярвет и др.
Яан Тятте — известный современный эстонский драматург, пишет для театра и работает в театре как актёр.

## Устройство и репертуар

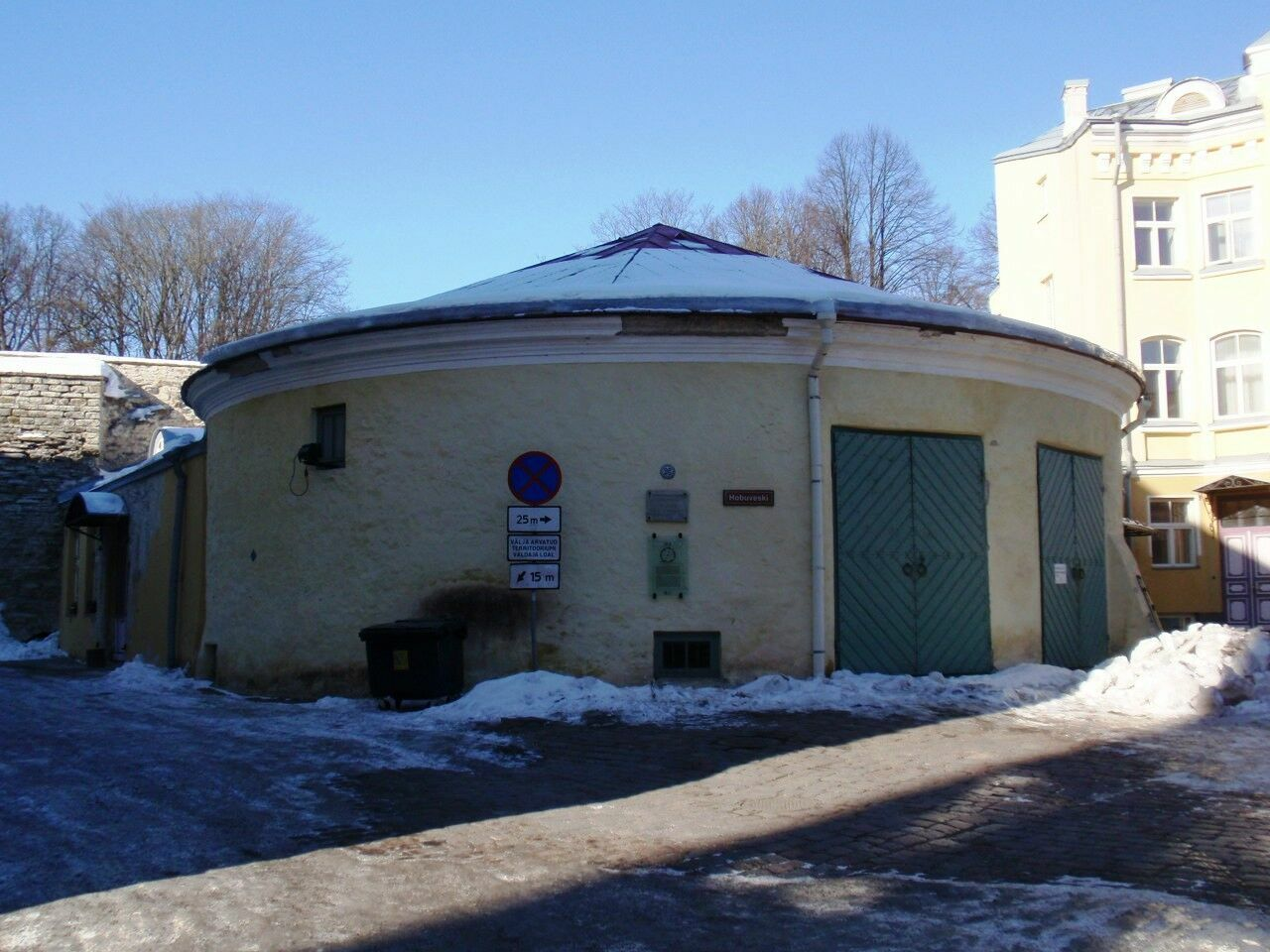
Бывшая конная мельница

Театр включает в себя 16 соединенных между собой средневековых зданий, в структуре театра Малый зал, Камерный зал, Сцена под открытым небом, Небесная сцена, Адская сцена, Конная мельница (эст. Hobuveski), башня Кёйсмяэ и культурный центр Салме в Каламая.
В репертуар входят как классические произведения, так и современная драматургия, в том числе новая эстонская драма.

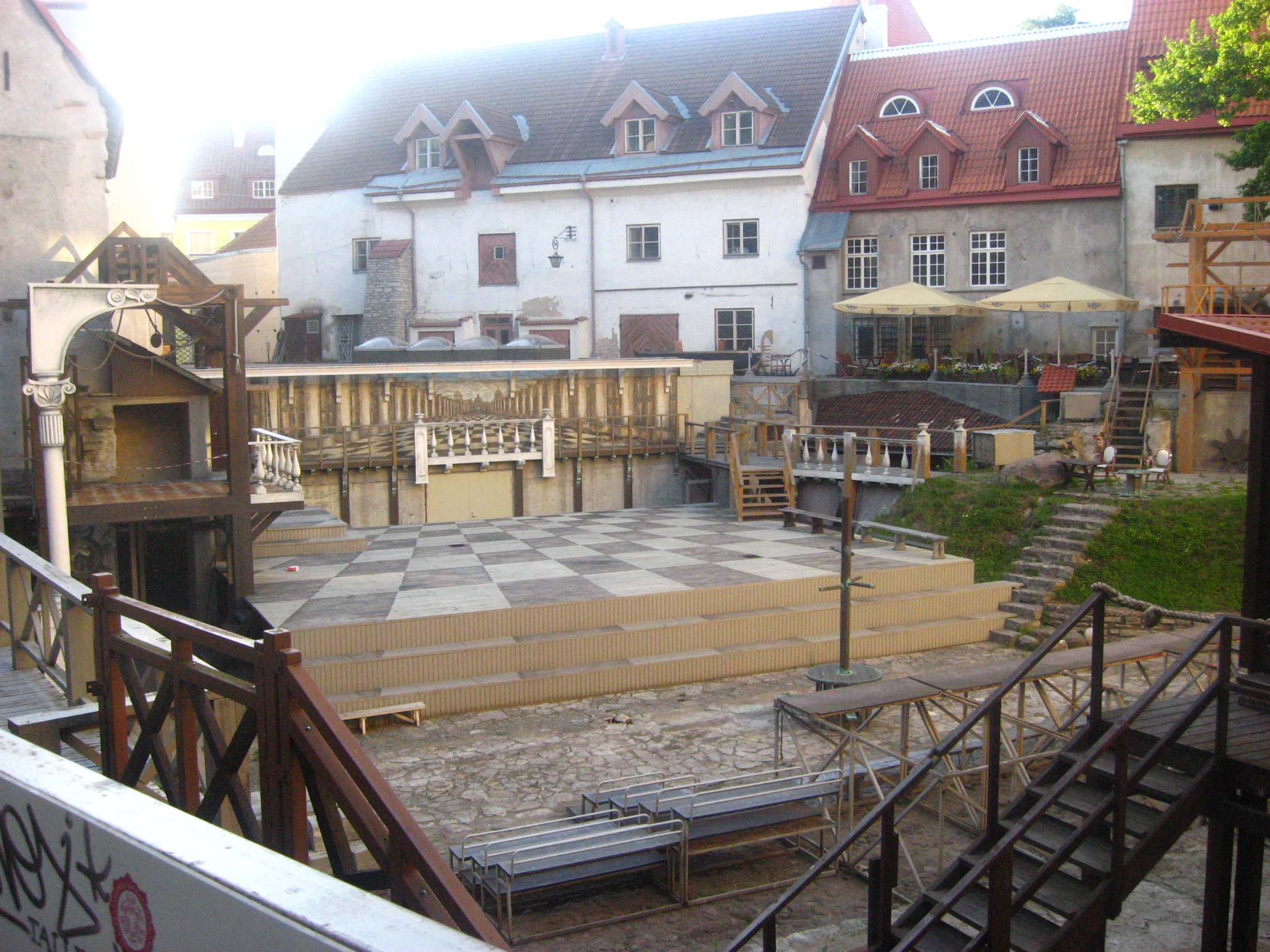
Летняя площадка театра на месте непостроенного большого зала

## Мероприятия
Театр проводит международный театральный фестиваль «Сон в зимнюю ночь».

## Награды и премии
Гран-при фестиваля «Балтийский дом» (1996) за спектакль «Пианола, или Механическое пианино».